# ローザ・エスケナージ
ローザ・エスケナージ (1890年代中頃から1980年12月2日, ギリシア語: Ρόζα Εσκενάζυ) は  レベティコと小アジア生まれの伝統的なギリシャ音楽の有名なギリシャ人の歌手であった。彼女のレコーディングと舞台生活は1920年代から1970年代に渡っている。

## 幼少期
エスケナージはイスタンブールの貧しいセファルディユダヤ系の家庭にサラ・スキナージとして生まれた。経歴の全体にわたって彼女は本当の誕生日を隠し、1910年生まれだと主張してきた。実際、彼女は少なくとも10年は年が上で、1895年から1897年の間に生まれた可能性が高い。彼女の父、アブラム・スキナージは古着商人であった。ローザに加えて、彼とその妻フローラは二人の息子、上がニシムで下がサミ、を持っていた。
世紀が変わってまもなく、スキナージ家はテッサロニキに移り住み、まだオスマン帝国の支配下にいた。当時その都市は急激な経済発展をとげており、人口は1870年から1917年の間に70％増えた。アブラム・スキナージは綿花処理工場に職を見つけ、家庭の財政状態を改善するため様々な奇妙な仕事をした。その頃、彼は幼いサラを地元の子供達に読み書きの基礎を教えている近所の娘に預けて世話してもらった。この授業が彼女の正式な教育の範囲だった。
しばらくの間、サラと兄弟そして母親はコモティニの近くに住んでいた。その都市は当時まだトルコ語を話す人口がかなり多かった。ロザの母はそこで裕福な家庭に住み込みのお手伝いとして雇われ、ロザは彼女の家事を手伝った。
ある日、サラは歌をうたっているところを地元の居酒屋のトルコ人経営者たちに立ち聞きされた。彼らは彼女の声に魅了され、すぐさま戸口へ押し寄せ自分たちのクラブに彼女を出演させるため雇いたいと願い出た。サラの母は彼女の娘が、または彼女の家族の他の誰であれ、「芸能人」になるだろうという提案には激怒した。後年になってインタビューでサラはコモティニが彼女の人生の転換点であったと認めている。彼女いわく、歌手兼ダンサーになろうと決意したのはまさにそこでだった、と。

## 初期の経歴
サラは彼女がテッサロニキに戻るまではこの夢を実現できなかった。当時、家族は市のグランドホテル劇場の近くにアパートを借りていて、隣人の数人はそこに出演していた。毎日サラはダンサーの二人が劇場まで衣装を運ぶのを手伝っていて、いつか彼らに並んで舞台に立ちたいと願っていた。彼女がついにダンサーとしての経歴を始めたのはまさにそこであった。
まだ10代の間に、サラはカッパドキアの最も著名な家族のひとつの出身である裕福な男、イアンニス・ザルディニディスと恋に落ちた。ザルディニディスの家は彼女が道徳的にだらしない品格だと考え、この結婚には反対した。にもかかわらず、二人は1913年ころ駆け落ちして、サラは名前をローザに変えた。以後の経歴を通してずっと彼女はその名で知られることになる。
ザルディニディスは1917年ころ不詳の事情で亡くなり、ロザは幼い子供パラスチョスと共に残された。幼児を育てながら歌手としての職を維持することはできないと悟り彼女はクサンティの市にある聖タクシアルチス託児所へ子供を預けた。子供の父方の家族が彼の世話をそこですることに同意し、最終的にパラスチョス・ザルディニディスは成長してギリシャ空軍の高官となった。彼が母親とついに再会したのは、ずっと後年、アテネで1935年に彼女を見つけて後のことである。

## アテネでの経歴
ローザはザルディニディスの死後まもなくアテネへ移り、音楽の職業を続けることになった。彼女はすぐにアメリカ人のキャバレー歌手、セラモウスとザベルとチームを組んだ。彼らは彼女はトルコ語を話せるし歌手としての才能が感じられたから好きになったのだと報じられている。ダンサーとして出演し続けたが、ローザはクラブの後援者達のためにギリシャ語、トルコ語、英語で歌うことも始めた。1920年代後半に有名な作曲家であり興行主であるパナギオティス・トウンダスに彼女が初めて発掘されたのはそこである。トウンダスはただちに彼女の才能を認識し、彼女をコロンビア　レコードのバシリス・トウンバカリスへ紹介した。
コロンビアでのローザの最初の2作のレコーディング、マンディリ・カラマティアノとコフティン・エレニ・ティン・エリア（c.1928）は1960年代までほとんど途切れることなく続くレコーディング経歴の記念すべき始まりとなった。1930年代中頃までには彼女はコロンビアのために300曲以上の歌を録音しており、最も人気のあるスターの一人になっていた。その音楽の一部は特にトルコにあるギリシャとスミルナ生まれの民謡であった。
しかしながら彼女の地元音楽シーンへの最も重要な貢献とは、レベティコの、そして特にレベティコのスミルナ学校のレコーディングであった。彼女はほとんど独力で大衆文化へ突破口を開く支援をした、そして今日でもまだ彼女の独特な音はそのジャンルのそのものだと見なされている。
レコーディングを始めてまもなくローザはアテネのナイトクラブ「テイゲトス」で夜も出演するようになった。彼女と共に舞台に登場したのはトウンダス、バイオリニストのサロニキオスとウード演奏者のアガピオス・トンボウリスだ。しかしショーの目玉はやはりエスケナージで、一晩で前代未聞の200ドラクマを稼いだ。彼女が後に彼女の伝記作家コスタス・ハジドウリスに打ち明けたところによると自分はショーの収入だけではるかに金持ちになっていたはずなのに高価な宝飾品を好む弱点のために収入をそれに費やし過ぎてしまった。

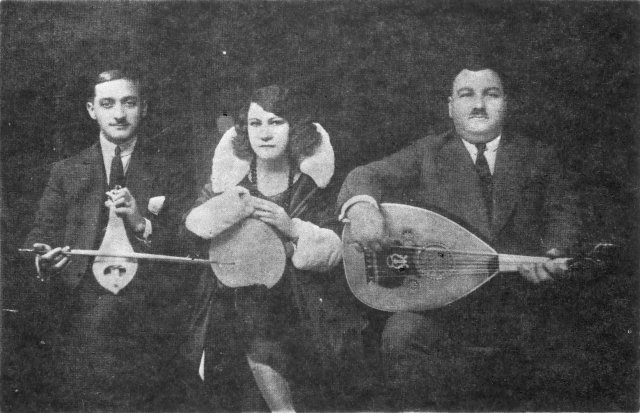
K. Lambros, R. Eskenazi, A. Tomboulis (Athens, c. 1930)

彼女の経歴が開花すると、エスケナージは1931年か32年ころコロンビア　レコードと独占契約を結んだ。彼女の契約条件によれば彼女は一年に最低40曲をレコーディングし自分が売ったレコードの1枚につき5パーセントの費用を受け取ったとある。当時彼女はレコード会社と印税契約をしたただ一人のギリシャ女性アーティストであった。

## 国際的な経歴
まもなく、彼女の経歴はギリシャの政治的境界を超えてギリシャの離散にまで拡張した。トンボウリスと一緒に彼女はエジプト、アルバニア、そしてセルビアにまで旅し、地元のギリシャ社会からだけでなくトルコ社会からも暖かい歓迎を受けた。彼女の音楽にはある種の先端的なものがあり、その歌のひとつΠρ?ζα ?ταν Πιε?? ("あなたがコカインを使うとき")はギリシャの独裁者イオアニス・メタクサスの検閲を受けたくらいだ。かれの決定の結果、ヴァシリス・チツァニスに先導されるこのジャンルでは新たなトレンドが支持率を上げたのだが、他の多くの伝統的なレベティコアーティスト達は過小評価された。

## 第二次世界大戦I
しかしながらまもなくギリシャの独立が挑戦を受けることになる。1940年までにはイタリアが侵攻し、1941年にはドイツ軍がこの国を占領した。弾圧的な政治形態にもかかわらず、ローザは出演を続け、1942年彼女は再会していた息子のパラスチョスと共に自らのナイトクラブ「クリスタル」を開くまでになった。彼女はユダヤ人であったが、
彼女の安全はドイツ将校との情事のおかげで確保されてもいたのだが、一方なんとかうまく偽の洗礼証明を獲得していた。
しかしローザ・エスケナージは裏切り者ではなく、むしろ協力者だった。彼女は自分の特権的な立場を利用して地元のレジスタンス活動を支援し、レジスタンスの闘士やイギリスの調査官ですら自宅にかくまった。彼女はまたアテネとテッサロニキのどちらのユダヤ人も救出することもできた。アウシュビッツへの国外送還から救った人の中には彼女自身の家族も含まれた。1943年までには彼女の保護活動は崩れ、エスケナージは逮捕された。彼女はドイツ将校の恋人と息子との協調的な努力により首尾良く解放されるまでは3ヶ月獄中で過ごした。戦中の残りの時期、彼女はふたたび逮捕されることを怖れ、身を隠していた。

## 戦後の年月
彼女の長い経歴にわたってローザはコロンビア　レコードのバシリス・トウンバカリスだけでなく、最近オデオン/パルロフォンを創設したミノス・マツァスとも良好な関係を築いてきた。このおかげで彼女はマリカ・ニノウやステラ・ハスキルを含む多くの他の有名なアーティストの経歴を推進することができた。彼女は彼らを「アリロヴォイチア」音楽家組合へ紹介し、まもなく彼らはバシリス・ツィツァニスとレコーディングできた。
戦後、1949年にローザはパトラスへ戻り新しい身分証明を取得した。彼女はそこでいくつかのコンサートを開いたが、彼女の人生に於ける本当の転換点となったのは自分より30歳ほども年下の若い警察官とであったことだ。年齢差にも拘わらず、二人は恋に落ち、その関係はローザのその後の生涯にわたって何らかの形で続くことになる。
ローザはバルカン半島じゅうを広くツアーしていたが、米国への初めてのツアーを実施したのは1952年になってからだ。そこではギリシャとトルコの離散家族達のために出演した。この演奏旅行はニューヨーク市のパルテノン・レストラン・アンド・バーが後援し、数ヶ月続いた。
これはいくつもの海外への音楽ツアーの最初に過ぎなかった。1955年、アルバニアの興行主バルカン・レコード会社のアブデン・レスコビクが彼女をイスタンブールで出演しレコーディングするように招いた。そこは彼女が生まれた都市だ。彼女は最終的にレスコビクのために40曲をレコーディングし、5000ドルくらいを受け取った。これは比較的わずかな金額であったが、彼女は後にその時の出演料とチップはそれの10倍はもらえたはずだと主張している。

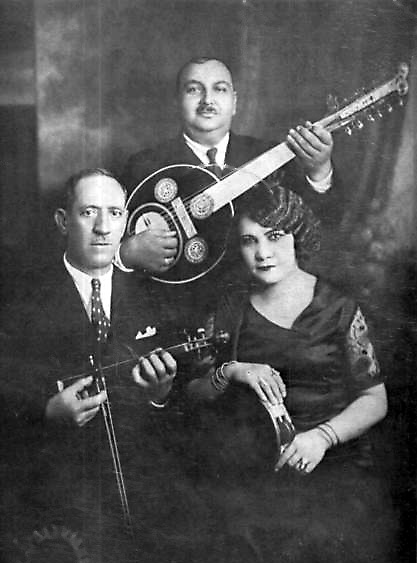
D. Semsis, A. Tomboulis, R. Eskenazi (Athens, 1932)

イスタンブールの後まもなく、彼女は米国へのさらに2つのツアーへ乗り出し、ニューヨーク、デトロイト、そしてシカゴで出演した。米国への2回目の旅行の間、1958年の7月5日、彼女はフランク・アレクサンダーと結婚した。結婚式は名前だけのものだったようだ。これは彼女が米国で働く許可を得るために必要だったからだ。とはいえ、エスケナージはアメリカ合衆国を愛し、彼女の別の恋人クリストス・フィリポコポウロスのためでなければそこへ移住していたことだろう。彼女は彼と過ごすために1959年にアテネへ戻った。彼女は米国で稼いだお金で二人のためにアテネに大きな家を買い、さらに2台のトラックと馬も買った。彼女とフィリパコポウロスはその後生涯そこで住むことになった。

## 衰退と再発見
エスケナージは現在60代で彼女が40年以上前にその経歴を始めた頃からはギリシャの音楽シーンは大きく変わった。スミルネイコ（?zmirの音楽）とレベティコの人気は衰え、彼女もそのジャンルの他の名人達と同じく、村の祭りや他の小さな行事で時折登場するくらいまで格下げとなっていた。その頃数年は彼女は2, 3曲を録音していたが、それは往年の彼女の有名なヒット曲のカバーがほとんどで、小規模のアテネのレコード会社のためにしたものだ。
彼女の初期の作品に新たな関心が寄せられたのは1960年代後半になってのことだ。RCAがバイオリニストのディミトリス・マニサリスと共に（「サバ　アマネス」を含む）彼女の4曲を2枚の45回転レコードにレコーディングしたが発売は限定的だった。しかしながら、1970年初期の軍の独裁の最終時期にこれらすべてが変わった。突然、国の若者達が過去の都市の歌に新しい興味を抱くようになり、数枚の重要なコンピレーションレコードが発売されたのだ。最も有名になったひとつが、レベティコ音楽の6枚組コレクションである「レベティキ　イストリア」で、数万枚が売れた。ライムライトから離れて10年を経て、70代のローザ・エスケナージはふたたびスターとなった。
今回の10年を彼女の初期の経歴とはっきり切り離したのはテレビに広く登場したことだ。ローザはすぐに新しいメディアに順応し多くのショーに出演した。1973年に彼女は「ボウゾウキへ捧ぐ」（バシリス・マロス監督）という短い映画でドキュメンタリー出演し、1976年彼女はハリス・アレクシオウとテレビ特別番組に出た。そこではインタビューと歌だけでなく2, 3の出演場面も含まれていた。しかしながら当時でもローザは祖国のナイトクラブでの彼女のルーツを決して放棄せず、プラカのナイトクラブ「テメリオ」のライブショーに毎週出演していた。
当時まだ活動していた数少ない生き残りのレベティコ歌手の一人として、アーティストや音楽研究者達が彼女をスタイルを研究し始め、それが本物であることを認めた。このことがハリス・アレクシオウ（彼女は彼とはテレビに出演した）やグリケリアを含む歌手達の新世代に長く続く影響を与えることになる。悲劇と言えば、音楽家や学者は彼女の能力のみならず彼女の失われた音楽世界への洞察に引き付けられていたにもかかわらず一般の大衆の熱は低く、彼女を好奇心の対象と見なしていた。にもかかわらず、彼女は出演を続け、パトラスの都市で1977年9月彼女の最終のショーが催された。あらゆる年代のファンが彼女が歌い踊るのを見て過去の音楽の味わいに触れようと詰めかけた。

## 最後の日々
エスケナージは彼女のたそがれをクリストス・フィリパコポウロスと共にキポウポリの自宅で静かに過ごした。
彼女は生まれたときはユダヤ人だったが、1976年にギリシャ正教に改宗し、ロザリア・エスケナージと改名していた。それから2年以内に、彼女はアルツハイマー病の兆候を見せ始め、家に帰る時迷子になったりした。1980年の夏に彼女は家の中でころび、尻の骨を折った。これが3ヶ月の入院につながり、クリストスが側につき彼女のあらゆる望みを聞いて世話していた。まもなく彼女は退院したが、またすぐに感染のため個人診療所へ戻った。そして1980年12月2日にそこで彼女はこの世を去る。
ローザ・エスケナージはコリンティアのストミオの村の無碑の墓地に埋葬された。2008年村の文化委員会が十分な資金を募り質素な墓石を建て、「ローザ・エスケナージ、アーティスト」と碑文が添えられた。

## 伝記
1982年、彼女の死後、コスタス・ハツィドウリスが彼女へ晩年にインタビューした時を基にΑυτ? που Θυμ?μαι ("わたしが思い出すこと")と題した短い回顧録を出版した。この本には特にローザの初期の頃のものを含む膨大な数の写真が収められている。
2008年シェル　プロダクションの映画制作者ロイ・シェルがローザ・エスケナージの人生と経歴を基にした「私のかわいいカナリア」と名付けた音楽ドキュメンタリーに着手した。国際共同制作であるこの映画は、ギリシャ、トルコ、イスラエルの3人の若いミュージシャンがギリシャ最高の最も愛されたレベティコアーティストを捜す旅に乗り出す姿を追っている。